# Mariella Righini
Mariella Righini est une journaliste et écrivain franco-italienne.

## Biographie
Elle grandit à Florence, fille d'un père italien et d'une mère suisse et fait ses études à l'Institut d'études politiques de Paris. Jusqu'à l'âge de 22 ans, elle concilie sa passion de l'écriture avec celle de la musique et du piano en particulier, mais doit finalement arrêter son instrument.
Alors qu'elle travaille pour L'Obs, elle part travailler six mois pour la tribune de combat de J'accuse.